# Yoohanon Chrysostom Kalloor
Yoohanon Chrysostom Kalloor (ur. 19 maja 1944 w Kadammanitta) – indyjski duchowny syromalankarski, od 2009 do 2019 biskup Pathanamthitta.